# Intermix (groupe)
Pour les articles homonymes, voir Intermix.
Intermix est un groupe canadien de musique électronique, originaire de Vancouver, actif entre 1992 et 1995. Il s'agit d'un projet parallèle des musiciens de musique industrielle Bill Leeb et Rhys Fulber qui se sont d'abord concentrés sur la techno, mais ont inclus un style plus ambient sur leur dernier album.

## Histoire
Le musicien de musique industrielle Chris Peterson, membre de longue date de Front Line Assembly et d'autres projets connexes, assure le mixage audio des deux premiers albums. En 1992 sort deux albums : éponyme et Phaze Two. Le morceau Monument utilise des sample de Song of Sophia de l'album The Serpent's Egg de Dead Can Dance, sorti en 1988.
Le split vinyle Intermix/In the Nursery est un split avec le groupe anglais néo-classique martial industrial electronica et ses collègues du label Third Mind, In the Nursery, intitulé 2 Sides of Third Mind Records, chansons Intermix sur la face A, single promotionnel.

## Discographie

### Albums studio
- 1992 : Intermix (Third Mind)
- 1992 : Phaze Two (Third Mind)
- 1995 : Future Primitives (ESP-Sun)

### Singles
- 1992 : Intermix/In the Nursery
- 1992 : Dream On (extrait de Phaze Two)
- 1993 : Monument
- 1995 : Telekinetik Warriors